# Serraval
Serraval est une commune française située dans le département de la Haute-Savoie, en région Auvergne-Rhône-Alpes.

## Géographie
Serraval est une commune rurale de montagne se situant dans le massif des Bornes, entre les montagnes de la Tournette et de Sulens, mais bénéficie d'une bonne situation géographique du point du vue économique car se trouvant à mi-chemin entre Thônes et Faverges, deux petites villes dynamiques, en contrebas du col du Marais. La commune bénéficie aussi de la proximité d'Annecy et des stations de ski des Aravis de la Clusaz et du Grand-Bornand.

## Urbanisme

### Typologie
Au 1er janvier 2024, Serraval est catégorisée commune rurale à habitat dispersé, selon la nouvelle grille communale de densité à sept niveaux définie par l'Insee en 2022.
Elle est située hors unité urbaine et hors attraction des villes,.

### Occupation des sols
L'occupation des sols de la commune, telle qu'elle ressort de la base de données européenne d’occupation biophysique des sols Corine Land Cover (CLC), est marquée par l'importance des forêts et milieux semi-naturels (75,3 % en 2018), en diminution par rapport à 1990 (76,5 %). La répartition détaillée en 2018 est la suivante : 
forêts (60 %), prairies (24,7 %), milieux à végétation arbustive et/ou herbacée (10,6 %), espaces ouverts, sans ou avec peu de végétation (4,7 %).
L'IGN met par ailleurs à disposition un outil en ligne permettant de comparer l’évolution dans le temps de l’occupation des sols de la commune (ou de territoires à des échelles différentes). Plusieurs époques sont accessibles sous forme de cartes ou photos aériennes : la carte de Cassini (XVIIIe siècle), la carte d'état-major (1820-1866) et la période actuelle (1950 à aujourd'hui).

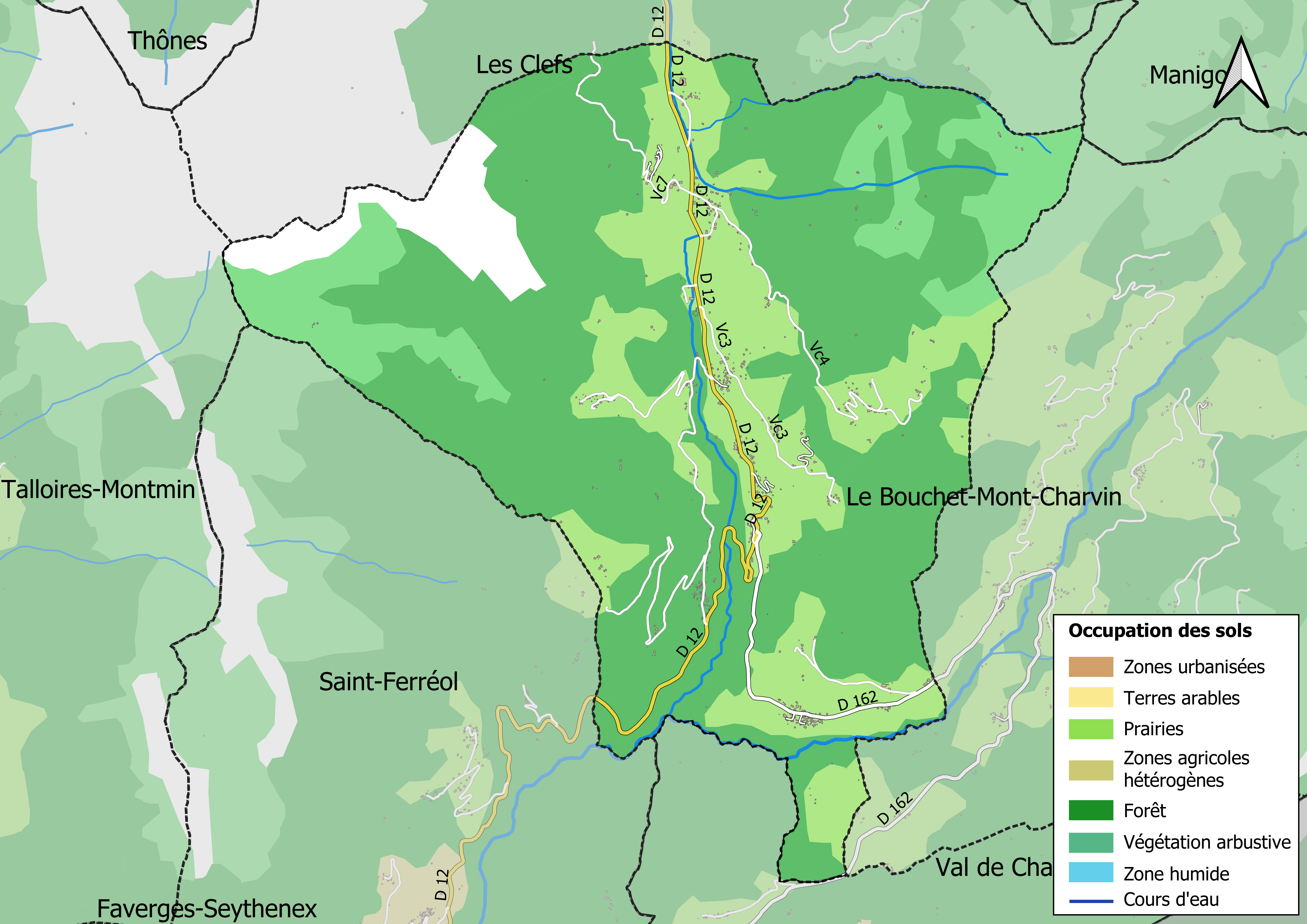
Carte des infrastructures et de l'occupation des sols en 2018 (CLC) de la commune.
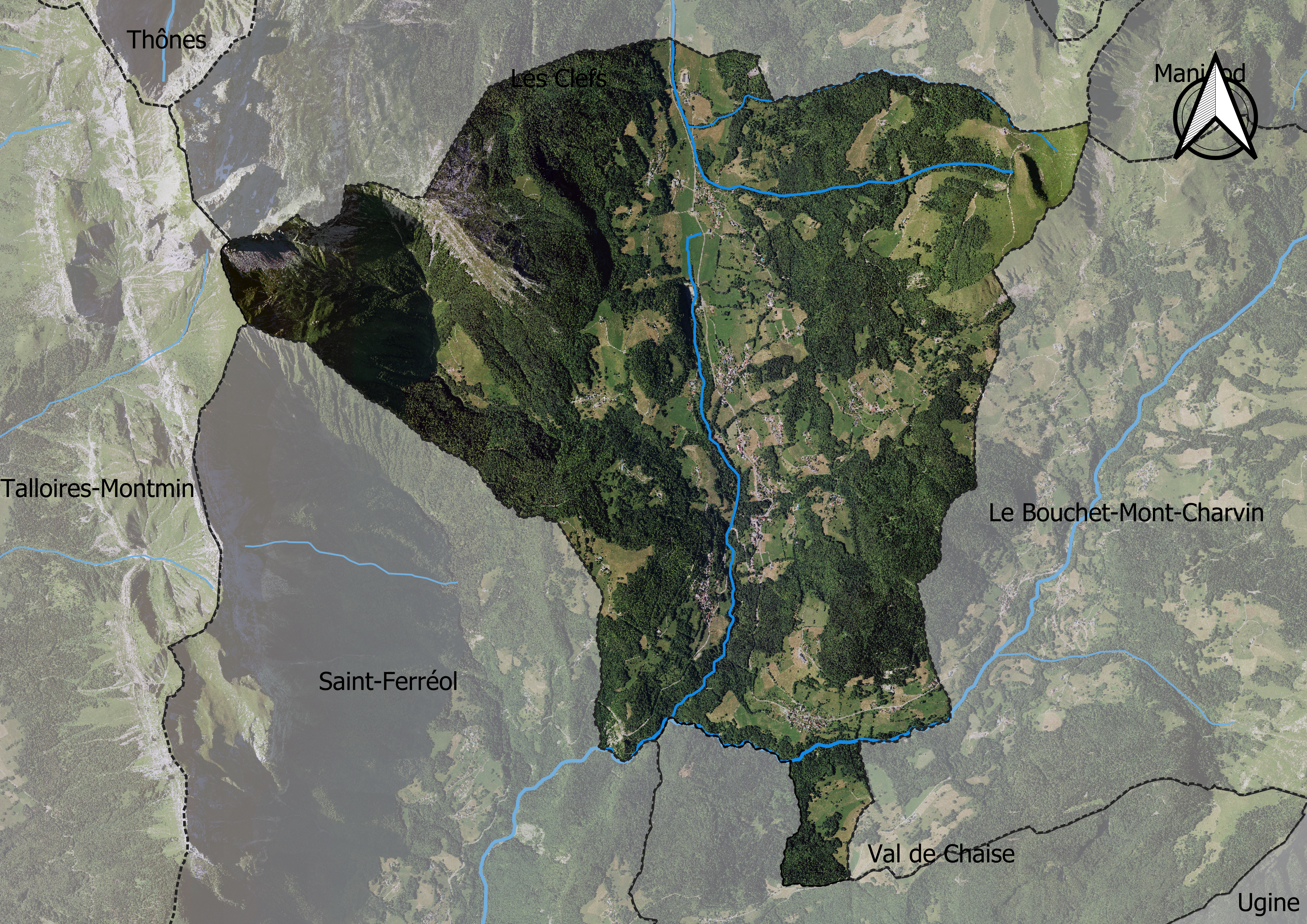
Carte orthophotogrammétrique de la commune.

## Toponymie
Serraval, dont on trouve la forme Serravalle en 1227, semble provenir de Serra, et Val qui signifirait « vallée resserrée ».
En francoprovençal, le nom de la commune s'écrit Sérava, selon la graphie de Conflans.

## Histoire
L'agriculture, particulièrement la culture des céréales, la forêt et la chasse ont permis depuis longtemps de nourrir une population nombreuse (1 428 hab. en 1561 et 1 685 hab. en 1848). Une petite activité artisanale a toujours été présente dans la commune : extraction du gypse et sciage du bois.[réf. nécessaire]
Au XVIIIe siècle, la paroisse a connu un fort mouvement d'immigration, qui s'amplifie au XIXe siècle. En 1877, la paroisse se sépare en deux avec la création de la commune du Bouchet Mont-Charvin. À la fin du XIXe siècle, la production de pommes de table se développe et permet alors aux agriculteurs locaux d’améliorer leurs revenus. À partir de 1902 s'implante une petite activité de taille de diamants.[réf. nécessaire]
En 1863 débute la construction de l'école communale pour garçons et filles grâce à un legs de 50.000 francs fait par Pierre Cucubalon, un Niçois dont la famille était originaire de Serraval. La nouvelle école sera inaugurée en 1866. Depuis le départ des sœurs de Saint-Joseph les filles n'avaient plus d'école.[réf. nécessaire]
Le bâtiment scolaire est rénové en 2020.
Lors de la Première Guerre mondiale, la commune perd 26 jeunes sur les champs de bataille. L'artisanat, activité importante de la commune depuis toujours est alors dévasté.[réf. nécessaire]

## Politique et administration

### Situation administrative
Attaché à l'ancien canton de Thônes, la commune appartient depuis le redécoupage cantonal de 2014, au canton de Faverges. Il comporte 27 communes dont Alex, Bluffy, La Balme-de-Thuy, Chevaline, Le Bouchet-Mont-Charvin, Les Clefs, Cons-Sainte-Colombe, La Clusaz, Doussard, Entremont, Giez, Dingy-Saint-Clair, Lathuile, Le Grand-Bornand, Marlens, Menthon-Saint-Bernard, Montmin, Saint-Ferréol, Manigod, Saint-Jean-de-Sixt, Seythenex, Talloires, Thônes, Veyrier-du-Lac, Les Villards-sur-Thônes. La ville de Faverges en est le bureau centralisateur.
Serraval est membre de la communauté de communes des vallées de Thônes qui compte treize communes.
La commune relève de l'arrondissement d'Annecy et de la deuxième circonscription de la Haute-Savoie.

### Liste des maires
| Période                                  | Période  | Identité            | Étiquette | Qualité                   |
| ---------------------------------------- | -------- | ------------------- | --------- | ------------------------- |
| 1988                                     | 2001     | Jean-Paul Amoudry   | ...       | Fonctionnaire territorial |
| mars 2001                                | En cours | Jean-Louis Richarme | ...       | ...                       |
| Les données manquantes sont à compléter. |          |                     |           |                           |

## Population et société
Les habitants de la commune sont appelés les Serravatins. Le sobriquet en patois des habitants, au XIXe siècle, était Rancuneux de Serraval.

### Démographie
L'évolution du nombre d'habitants est connue à travers les recensements de la population effectués dans la commune depuis 1793. Pour les communes de moins de 10 000 habitants, une enquête de recensement portant sur toute la population est réalisée tous les cinq ans, les populations de référence des années intermédiaires étant quant à elles estimées par interpolation ou extrapolation. Pour la commune, le premier recensement exhaustif entrant dans le cadre du nouveau dispositif a été réalisé en 2007.

En 2022, la commune comptait 745 habitants, en évolution de +9,08 % par rapport à 2016 (Haute-Savoie : +6,01 %, France hors Mayotte : +2,11 %).
| 1793  | 1800  | 1806  | 1822  | 1838  | 1848  | 1858  | 1861  | 1866  |
| ----- | ----- | ----- | ----- | ----- | ----- | ----- | ----- | ----- |
| 1 343 | 1 358 | 1 417 | 1 572 | 1 732 | 1 685 | 1 391 | 1 433 | 1 450 |

| 1872  | 1876 | 1881 | 1886 | 1891 | 1896 | 1901 | 1906 | 1911 |
| ----- | ---- | ---- | ---- | ---- | ---- | ---- | ---- | ---- |
| 1 532 | 885  | 750  | 761  | 732  | 711  | 705  | 672  | 668  |

| 1921 | 1926 | 1931 | 1936 | 1946 | 1954 | 1962 | 1968 | 1975 |
| ---- | ---- | ---- | ---- | ---- | ---- | ---- | ---- | ---- |
| 559  | 517  | 485  | 418  | 431  | 386  | 292  | 274  | 278  |

| 1982 | 1990 | 1999 | 2006 | 2007 | 2012 | 2017 | 2022 | - |
| ---- | ---- | ---- | ---- | ---- | ---- | ---- | ---- | - |
| 313  | 430  | 489  | 607  | 624  | 636  | 700  | 745  | - |

Le recensement paroissial de 1561 avait donné une population de 1 428 personnes pour la paroisse et celui de 1848 a donné 1 685 personnes, avant la séparation avec la commune du Bouchet-Mont-Charvin en 1877.

### Enseignement
- École.
- Maison familiale rurale de l'Arclosan.

## Économie
- Agriculture, élevage (4 chevriers), vergers — dans les années 1950, la commune, avec sa voisine du Bouchet-Mont-Charvin produisait quelque 10 000 tonnes de fruits (pommes et poires), mais la production avait été abandonnée. En 1998, est créée l'association « les Vergers de la vallée de Thônes » avec comme objectif de réhabiliter les vergers à l'abandon et de développer diverses productions (jus de pomme, biscantin, vinaigre de cidre).
- Forêt.
- Artisanat (BTP) et petit commerce.
- Tourisme vert.
- Industries dans la région.

### Manifestations culturelles et festivités
- Le festival Tous au champ consacré à la musique et organisé le dernier week-end de Juin[16].
- La fête du village (en octobre) met à l'honneur les pommes, la fabrication du biscantin et les ânes.
- Marché de Noël.

### Médias
- Télévision locale : TV8 Mont-Blanc.

## Culture et patrimoine

### Lieux et monuments
La maison forte du Marest (abandonnée au XVIe siècle), installée au col du Marais à une altitude de 833 m, possession des Genève-Lullin. Associée avec le château des Clets pour protéger le val des Clets. Elle est détruite en 1828. Dans le chef-lieu, on peut également observer une seconde maison forte qui appartenait à une branche cadette des seigneurs des Clets.
Patrimoine religieux
- L'église Saint-Maurice, construction en 1864 dans un style néogothique, selon les plans de l'architecte Camille Ruphy[18]. Consécration en 1868 ;
- La chapelle des Pruniers, consacrée à la Visitation (située au col du Marais), datant de 1838 ;
- La chapelle de la Bottière, dédiée à Jean l'Évangéliste, saint François de Sales et Notre Dame de la compassion (début du XVIIIe siècle) ;
- La chapelle du Villard, dédiée à sainte Anne ;
- Les oratoires de la Sauffaz (1676), de la Combe (XIXe siècle) ;
- Croix.

Petit patrimoine
- La maison de la Pomme et du Biscantin, située au chef-lieu, créée par l'association des Vergers de la Vallée de Thônes, présente le terroir, les traditions, les coutumes et tout ce qui concerne la culture de la pomme et la fabrication du jus de pomme et du cidre, appelé localement « biscantin ».
- Sentiers de randonnées.

### Personnalités liées à la commune
- Jean-Paul Amoudry (1950-), sénateur, né à Serraval.

### Héraldique
| Armes de Serraval | Les armes de Serraval se blasonnent ainsi : D'or chaussé de sinople ; au chef du champ palissé de deux pièces et deux demis aussi de sinople. |